# Linnaemya lindneri
Linnaemya lindneri är en tvåvingeart som beskrevs av Louis-Paul Mesnil 1968. Linnaemya lindneri ingår i släktet Linnaemya och familjen parasitflugor. Inga underarter finns listade i Catalogue of Life.